# Jezierzany (przystanek kolejowy)
Jezierzany – przystanek kolejowy w Jezierzanach, w województwie dolnośląskim, w Polsce.
Przystanek został przebudowany w latach 2004–2006, w ramach modernizacji linii kolejowej E30.

## Ruch pasażerski
| Rok  | Wymiana pasażerska na dobę |
| ---- | -------------------------- |
| 2017 | 20-49                      |
| 2022 | 20-49                      |